# گئورگی رایکوف
گئورگی رایکوف (بلغاری: Георги Райков؛ ۱۸ اکتبر ۱۹۵۳ – ۱۲ اوت ۲۰۰۶) کشتی‌گیر اهل بلغارستان بود.